# ジェニファー・ダウドナ
ジェニファー・ダウドナ（Jennifer Anne Doudna, 1964年2月19日 - ）はアメリカ合衆国の化学者、生物学者（分子生物学、細胞生物学）。カリフォルニア大学バークレー校教授。1997年以来、ハワード・ヒューズ医学研究所（HHMI）の研究者である。エマニュエル・シャルパンティエと共にゲノム編集技術CRISPR-cas9を開発し、2020年ノーベル化学賞受賞。

## 来歴
ワシントンD.C.生まれ、ハワイ州ヒロ育ち。小学6年生のとき、DNA研究の先駆者ジェームズ・ワトソンの著書『二重らせん』を父親から贈られ、生物学の面白さに取りつかれた。カリフォルニア州のポモナ・カレッジ大学で化学の学士号を取得。当時、自分の科学に対する能力に疑問を感じてフランス語専攻に変更することを検討したが、フランス語専攻の先生に科学分野に執着するようにと助言された。大学院は「驚いたことに」入学できたハーバード大学でジャック・W・ショスタクの指導の下、生化学の博士号を取得した。
その後はマサチューセッツ総合病院やハーバード大学医学部での研究員を経て、1991年から1994年までコロラド大学ボールダー校でトーマス・チェック研究室のポスドクとなった。キャリア初期の研究はRNA酵素またはリボザイムの構造と生物学的機能を明らかにすることにあり、チェック研究室では初めてリボザイムを結晶化して三次元構造を決定したことで、リボザイムの構造を触媒タンパク質である酵素の構造と比較することに成功した。1994年にアシスタント・プロフェッサーとしてイェール大学に移籍後も同研究を続け、1996年に終えた。次に、リボザイムの活性部位のX線回折に基づく構造研究を行った。
2002年よりカリフォルニア大学バークレー校の教授に就任。この頃、同校のジリアン・バンフィールド博士により細菌におけるCRISPRを紹介され、その酵素メカニズムを研究し始めた。また、ここでは中年の危機に陥るが、思い切って民間企業（ジェネンテック）に飛び込んだことで自分には学術界があっていると気づくことができたという。2011年にプエルトリコで偶然出会ったエマニュエル・シャルパンティエと共同研究を行い、翌年にはゲノム編集技術CRISPR-cas9を示す論文を発表した。
CRISPR-cas9を活用する企業CaribouやScribe Therapeutics、Mammoth Biosciencesを創設している。
2016年、王立協会外国人会員選出。
2021年8月11日、教皇フランシスコによりローマ教皇庁科学アカデミーの正会員に任命された。

## 受賞歴
- 2000年 アラン・T・ウォーターマン賞
- 2001年 イーライリリー生物化学賞
- 2014年 国際ポール・ヤンセン生物医学研究賞
- 2014年 ガベイ賞
- 2015年 生命科学ブレイクスルー賞
- 2015年 アストゥリアス皇太子賞 学術・技術研究部門
- 2015年 グルーバー賞 遺伝学部門
- 2015年 マスリー賞
- 2015年 トムソン・ロイター引用栄誉賞
- 2016年 ロレアル-ユネスコ女性科学賞
- 2016年 ガードナー国際賞
- 2016年 ディクソン賞 医学部門
- 2016年 唐奨
- 2016年 ウォーレン・アルパート財団賞
- 2016年 パウル・エールリヒ&ルートヴィヒ・ダルムシュテッター賞
- 2016年 ハイネケン賞
- 2016年 HFSP中曽根賞
- 2016年 ジョン・スコット賞
- 2017年 日本国際賞[12]
- 2017年 オールバニ・メディカルセンター賞
- 2017年 ディクソン賞 科学部門
- 2017年 F・A・コットン・メダル
- 2018年 カヴリ賞 ナノ科学部門
- 2018年 米国科学アカデミー賞化学部門
- 2018年 パール・マイスター・グリーンガード賞
- 2018年 クルーニアン・メダル
- 2020年 ウルフ賞医学部門
- 2020年 ノーベル化学賞
- 2023年 ウィラード・ギブズ賞
- 2025年 アメリカ国家技術賞
- 2026年 プリーストリー賞

## 著書
- 『CRISPR 究極の遺伝子編集技術の発見』（サミュエル・スターンバーグと共著）櫻井祐子 訳、2017年 文藝春秋社 ISBN 978-4-16-390738-3
- 『人類が進化する未来 世界の科学者が考えていること』（マーティン・リースらと共著）大野和基 訳、2021年 PHP新書 ISBN 978-4-569-85073-3